# سلياتس
سلياتس (بالإنجليزية: Sliač)‏ هي location with spa، بلدة و municipality of Slovakia تقع في سلوفاكيا في Zvolen District.[بحاجة لمصدر] يقدر عدد سكانها بـ 4,812 نسمة .

## المدن التوأمة
مدينة Přibyslav هي مدينة توأمة لـسلياتس.